# Zsolt Bohács
Zsolt Bohács (Szeged, 22 de marzo de 1964) es un deportista húngaro que compitió en piragüismo en las modalidades de aguas tranquilas y maratón.

## Palmarés internacional

### Piragüismo en aguas tranquilas
Ganó siete medallas en el Campeonato Mundial de Piragüismo entre los años 1987 y 1993.
| Campeonato Mundial | Campeonato Mundial     | Campeonato Mundial | Campeonato Mundial |
| Año                | Lugar                  | Medalla            | Evento             |
| ------------------ | ---------------------- | ------------------ | ------------------ |
| 1987               | Duisburgo (RFA)        | Medalla de plata   | C1 10 000 m        |
| 1989               | Plovdiv (Bulgaria)     | Medalla de plata   | C1 10 000 m        |
| 1990               | Poznań (Polonia)       | Medalla de oro     | C1 10 000 m        |
| 1990               | Poznań (Polonia)       | Medalla de plata   | C4 500 m           |
| 1991               | París (Francia)        | Medalla de oro     | C1 10 000 m        |
| 1993               | Copenhague (Dinamarca) | Medalla de oro     | C1 10 000 m        |
| 1993               | Copenhague (Dinamarca) | Medalla de oro     | C4 1000 m          |

### Piragüismo en maratón
En la modalidad de maratón, obtuvo tres medallas en el Campeonato Mundial de Piragüismo en Maratón entre los años 1992 y 1996.
| Campeonato Mundial | Campeonato Mundial       | Campeonato Mundial | Campeonato Mundial |
| Año                | Lugar                    | Medalla            | Evento             |
| ------------------ | ------------------------ | ------------------ | ------------------ |
| 1992               | Brisbane (Australia)     | Medalla de plata   | C2                 |
| 1994               | Ámsterdam (Países Bajos) | Medalla de oro     | C2                 |
| 1996               | Vaxholm (Suecia)         | Medalla de plata   | C2                 |